# A Birthday Tangle
A Birthday Tangle è un cortometraggio muto del 1920 scritto e diretto da James D. Davis.

## Produzione
Il film fu prodotto dalla Century Film.

## Distribuzione
Distribuito dall'Universal Film Manufacturing Company, il film - un cortometraggio in due bobine - uscì nelle sale cinematografiche USA il 26 luglio 1920.